# 严琦 (足球运动员)
严琦（1989年1月23日—），中国足球运动员，出生于湖北省武汉市，司职中场。

## 俱乐部生涯
严琦职业生涯开始于中甲球队上海中邦，2009年进入球队一线队名单。2010至2011赛季效力于乙级球队湖北康天俱乐部。2012年转投河北中基，赛季中期转入山西嘉怡。2014年加盟乙级球队梅县客家。2015年加盟武汉宏兴开始转战业余联赛。2016年由于在足协杯主场对阵江苏苏宁的比赛后因涉嫌参与冒名顶替被中国足协处以禁赛两年的处罚。